# Витзум
Витзум (нем. Witsum) — община в Германии, в земле Шлезвиг-Гольштейн.
Входит в состав района Северная Фрисландия. Подчиняется управлению Фёр-Амрум. Население составляет 41 человек (на 31 декабря 2010 года). Занимает площадь 1,59 км².
Официальным языком в населённом пункте, помимо немецкого, является севернофризский.